# ハタキ (漫画)
『ハタキ』は、野中英次による日本の漫画作品。2007年（平成19年）より『イブニング』（講談社）にて連載中（2010年現在は休載中）。

## 概要
リストラでニートになった主人公鳥井が、豚に似た動物、ハタキを飼う物語。たびたび鳥井がピンチに追い込まれるが、ハタキが機転を利かせ、都合よくピンチを免れる。しかし、話が進展するにつれて、ハタキに危機が訪れ、世界が変貌し、鳥井の境遇も激変して人間離れした体に変わっていく等、シュールな世界が展開する。
2010年現在、長期休載中（既刊2巻）。